# Crapstone
Crapstone är en by i Devon i England. Byn ligger 48,1 km från Exeter. Orten har 664 invånare (2015).